# Даниловка (Башкортостан)
Дани́ловка (баш. Даниловка) — деревня в Мелеузовском районе Республики Башкортостан Российской Федерации. Входит в состав Корнеевского сельсовета.

## География

### Географическое положение
Находится на правом берегу реки Ашкадар.
Расстояние до:
- районного центра (Мелеуз): 62 км,
- центра сельсовета (Корнеевка): 10 км,
- ближайшей ж/д станции (Салават): 32 км.

## История
В 1979 году в состав Даниловки были включены деревни Краснояр (с присвоением названия «улица Красноярская») и Потешкино (с присвоением названия «улица Речная»).

## Население
| 2002 | 2009 | 2010 |
| ---- | ---- | ---- |
| 384  | ↗434 | ↘420 |

Национальный состав
Согласно переписи 2002 года, преобладающие национальности — русские (57 %), башкиры (38 %).

## Инфраструктура
Даниловский сельский клуб. Школа.

## Транспорт
Доступен автотранспортом.
Остановка общественного транспорта «Даниловка».